# Terus Küchlin
Sander Wolterus "Terus" Küchlin (13 de setembre de 1906 - 20 d'octubre de 1981) va ser un futbolista neerlandès. Va jugar tres partits per a la selecció neerlandesa de futbol de 1925 a 1926.